# Lista de episódios de A Alma e a Gente
A Alma e a Gente foi uma série televisiva sobre História, apresentada pelo professor José Hermano Saraiva. Foi exibida na RTP de 2003 a 2012 .

## Resumo
| Temporada | Temporada | Episódios | Episódios | Originalmente exibido   | Originalmente exibido  |
| Temporada | Temporada | Episódios | Episódios | Estreia da temporada    | Final da temporada     |
| --------- | --------- | --------- | --------- | ----------------------- | ---------------------- |
|           | 1         | 43        | 43        | 22 de fevereiro de 2003 | 27 de dezembro de 2003 |
|           | 2         | 14        | 14        | ( )                     | ( )                    |

### Temporada I: (2003)
| Temporada | Episódio | Título                                 | Autor                | Produtor            | Realização | Exibição original       |
| --- | -------- | -------------------------------------- | -------------------- | ------------------- | ---------- | ----------------------- |
| 1 | 1        | "Os Homens Chegam ao Céu"              | José Hermano Saraiva | José António Crespo | Videofono  | 22 de fevereiro de 2003 |
| Programa apresentado por José Hermano Saraiva dedicado no Museu do Ar, em Alverca, sobre a conquista dos céus pelo Homem, desde o mito de Ícaro até à moderna história da aviação, com especial destaque para os aviadores portugueses dos anos 20 do século passado . |          |                                        |                      |                     |            |                         |
| 1 | 2        | "Memorial do Barlavento"               | José Hermano Saraiva | José António Crespo | Videofono  | 1 de março de 2003      |
| Programa apresentado por José Hermano Saraiva dedicado ao barlavento algarvio, a Sagres e à figura emblemática do Infante Dom Henrique, impulsionador dos Descobrimentos Portugueses . |          |                                        |                      |                     |            |                         |
| 1 | 3        | "Na Casa de Egas Moniz"                | José Hermano Saraiva | José António Crespo | Videofono  | 8 de março de 2003      |
| Programa apresentado por José Hermano Saraiva dedicado à obra científica e literária de António Egas Moniz, em visita pela sua Casa Museu em Avanca. Destaque para o seu Prémio Nobel de medicina, pelos progressos que conseguiu no diagnóstico e terapia de doenças do foro mental, nomeadamente através da descoberta da angiografia cerebral e da leucotomia pré-frontal . |          |                                        |                      |                     |            |                         |
| 1 | 4        | "Fernão Mendes, Traficante e Apóstolo" | José Hermano Saraiva | José António Crespo | Videofono  | 15 de março de 2003     |
| Programa apresentado por José Hermano Saraiva dedicado à vida aventureira de Fernão Mendes Pinto, as suas vivências no Oriente, o período como jesuíta, e a fortuna feita à custa de pilhagens e violência, contadas através da sua obra literária "Peregrinação" . |          |                                        |                      |                     |            |                         |
| 1 | 5        | "Toada de Portalegre (José Régio)"     | José Hermano Saraiva | José António Crespo | Videofono  | 15 de março de 2003     |
| Programa apresentado por José Hermano Saraiva dedicado à vida e obra do poeta José Régio, marcada pela cidade de Vila do Conde onde nasceu, Coimbra, onde estudou, e Portalegre, onde viveu e foi professor . |          |                                        |                      |                     |            |                         |